# Cremona
Cremona (en llombard local [kreˈmuna], en italià [kreˈmona]) és una ciutat de Llombardia a Itàlia, capital de la província de Cremona, que té uns cent mil habitants.

## Història
Va ser una ciutat de la Gàl·lia Cisalpina a la riba esquerra del Po a uns 10 km de la confluència amb el riu Adda. Va pertànyer als cenomans, segons diuen Plini el Vell i Claudi Ptolemeu, però potser abans havia estat dels ínsubres, segons es pot interpretar de Titus Livi. Els romans van fundar una colònia en aquest lloc després de la guerra amb els gals acabada el 225 aC, juntament amb una altra a Piacenza, a l'esquerra i a la dreta del riu Po, cap a l'any 219 aC, amb uns 6.000 homes cadascuna. Poc després va arribar Hanníbal i els bois i els ínsubres li van donar suport. Els colons romans van ser expulsats cap a Mutina, però no es creu que les dues colònies fossin ocupades perquè l'any següent els romans les feien servir com a base d'operacions després de la batalla del Trèbia l'any 218 aC.
Durant tota la Segona Guerra Púnica la colònia es va mantenir lleial a Roma i va ser una de les que va fornir els subministraments i homes que demanava Publi Corneli Escipió Africà Major, per la seva campanya a l'Àfrica. Els gals van assolar la regió, i cap a la fi de la guerra van atacar Cremona, juntament amb els cartaginesos, dirigits per Amílcar, que ja havia ocupat i destruït Placentia. La ciutat va resistir fins a l'arribada del pretor Luci Furi, que va rebutjar als assetjants després de derrotar-los en una gran batalla sota les muralles de la ciutat l'any 200 aC.
L'any 190 aC s'hi van enviar nous colons, unes sis mil famílies repartides entre Cremona i Placentia. Des de llavors la colònia no va protagonitzar cap esdeveniment rellevant i només va destacar per la seva prosperitat. La ciutat va ser una de les més grans del nord d'Itàlia. Segons Tàcit, la proximitat dels rius i la fertilitat dels terrenys li van proporcionar gran riquesa.
Després de la mort de Juli Cèsar, Cremona es va decantar per Marc Juni Brut, i quan es va produir la victòria d'August, tot el territori va ser confiscat i assignat als veterans, cosa que també va passar a Màntua (Mutina). Tot i així la ciutat no va decaure i durant l'Imperi seguia sent una ciutat activa i important fins que l'any 69 va ser el centre de l'enfrontament entre Vitel·li i Otó. Els generals de Vitel·li la van ocupar. Aulus Cecina Aliè, lloctinent de Vitel·li, va ser expulsat de Placentia i es va establir a Cremona in va situar el seu quarter general. La primera batalla de Bedríacum es va lliurar entre Cremona i Bedríacum. Cecina va celebrar la seva victòria amb uns jocs de gladiadors a Cremona als que hi va assistir Vitel·li. Pocs mesos després, Vitel·li hi va establir el seu quarter per enfrontar-se a Antoni Prim, general de Vespasià. Derrotats a la segona batalla de Bedríacum es van parapetar a la ciutat i Antoni Prim la va assaltar. Cecina va haver de capitular i els vencedors van saquejar i cremar la ciutat.

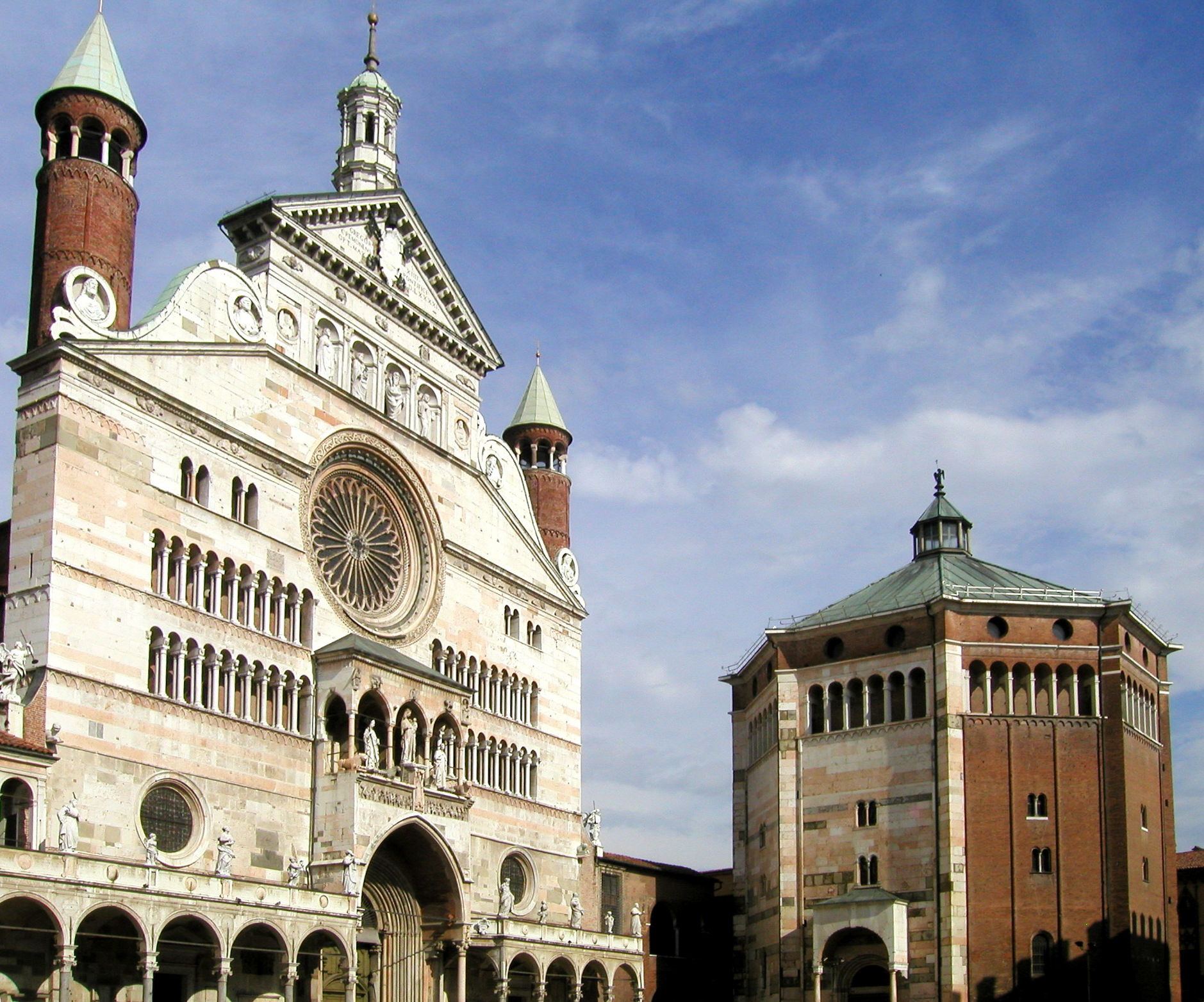
La Catedral (Il Duomo) i el baptisteri

Vespasià va patrocinar la reconstrucció de Cremona per intentar recuperar el suport a la regió. La ciutat va conservar el seu rang de colònia, però ja no va ser important com abans.
Cremona va subsistir durant tot l'Imperi, i era una posició militar estratègica. L'any 476 va quedar en mans d'Odoacre i els hèruls i el 491 va passar als ostrogots.
L'any 605 aC el rei llombard Agilulf la va ocupar i destruir. Es va recuperar precàriament. Va estar sota el govern dels bisbes de la ciutat fins al 1098, en aquest any es va constituir en república i va ser l'escenari de la lluita entre güelfs i gibel·lins. Des prop el 1300 la família Cavalcavo o Cavacalbò la va dominar, amb breus senyories d'altres cases, especialment els Correggio i els Bonacolsi.
Va passar al ducat de Milà l'any 1334, que la disputava amb la República de Venècia durant les Guerres de Llombardia. En 1446 Francesco Piccinino i Luigi dal Verme van assetjar Cremona, però Scaramuccia da Forlì, enviat pel govern venecià va aconseguir aixecar el setge. Venècia la va ocupar l'any 1499 i França, amb el Milanesat del 1509 al 1512. Va tornar a formar part del ducat de Milà breument (1512-1514), recuperant-la França el 1514 fins que el 1522 la van ocupar els imperials (espanyols) i la van incorporar al govern del Milanesat l'any 1524.

## Cremona, bressol de lutiers
A partir del segle xvi, la ciutat va prendre gran importància per la proliferació dels lutiers, artesans que produïen, sobretot, instruments de corda fregada. Famosa va ser la família Amati, que va crear la forma actual de fulla de llorer i va estar activa durant tres generacions. Més tard va arribar el seu deixeble Stradivari i la seva família, que durant dues generacions va fabricar uns 2000 violins, dels quals avui només en queden set-cents. La família Guarneri va ser també una excel·lent creadora de violins. Tot es deu a la moda que hi havia en aquell moment de construir els violins en pi. L'escola oficial de lutiers és a la plaça Marconi de la ciutat.
Part del regne Llombard-Venecià creat el 1815 pel Congrés de Viena, va passar amb aquest regne al Regne de Sardenya o Piemont (Itàlia).

## Bisbes
- Gualfred 816-818
- Otó 818-821
- vacant 821-823
- Simpert 823-827
- Desconegut 827-840
- Pancoard 840-842
- Desconegut 842-851
- Benet 851-878
- vacant 878-880
- Landó 880-891
- Desconegut 891-913
- Gualbert 913
- Joan 913-924
- Darimbert 924-961
- Liutprand 962-972
- Olderic 973-1004
- Landolf 1004-1030
- Hubald 1031-1073
- Arnulf 1074-1078
- Desconegut 1078-1087
- Husbert 1087-1095
- Gualteri 1096- 1098
- República 1098 -1117
- Hug 1117-1118
- Hubert 1118-1120
- República 1120-1252

## Senyoria
- Obert Pallavicini (senyor a Cremona i Brèscia) 1252-1266
- Buoso da Dovara, cap dels gibel·lins de Cremona, senyor 1266-1275
- podestà 1275-1307
- Guillem Cavalcabò, senyor 1307-1311 (podestà des del 1299)
- Ocupació imperial 1311-1312
- Gibert da Correggio 1312-1313
- Robert de Nàpols (rei 1309-1343) 1313-1315
- Giacomo Cavalcabò 1315-1316
- Gibert da Correggio (segona vegada) 1316
- Rinaldo Bonacolsi 1316-1317
- Giacomo Cavalcabò (segona vegada) 1317-1318 i 1319
- Podestà 1318/1319-1328
- Ocupació imperial 1328-1333
- A Milà 1334 1334-1402
- Ugolino Cavalcabò 1403-1404 d. 1406
- Carles Cavalcabò 1404-1406
- Gabrino Fondulo 1406-1420
- A Milà 1420-1449
- A Venècia 1449-1509
- A França 1509-1512
- A Milà 1512-1514
- A França 1514-1522
- A l'Imperi 1522-1524
- Al Ducat de Milà 1524

## Fills il·lustres
- Antonio Stradivari (1644-1737), luthier.
- Cesare de Zachariis, compositor i mestre de capella.
- Guido Grandi (1671-1742), matemàtic.
- Rodriano Bareta (1581-[...?]), organista i madrigalista.
- Carlo Bignami (1808-1848), violinista i compositor.